# Zyprische Sternhyazinthe
Die Zyprische Sternhyazinthe (Chionodoxa lochiae) ist eine Pflanzenart aus der Gattung der Sternhyazinthen (Chionodoxa) in der Familie der Spargelgewächse (Asparagaceae).

## Merkmale
Die Zyprische Sternhyazinthe ist eine ausdauernde krautige Pflanze. Dieser Geophyt bildet Zwiebeln als Überdauerungsorgane aus. Die 2 bis 4 Blüten sind hellblau und ihre Mitte ist nicht weiß. Die Perigonröhre ist 5 bis 7 Millimeter lang. Die Perigonzipfel messen 12 bis 13 × 4 bis 6 Millimeter.

## Vorkommen
Die Zyprische Sternhyazinthe kommt auf Zypern vor.

## Belege
- Eckehart J. Jäger, Friedrich Ebel, Peter Hanelt, Gerd K. Müller (Hrsg.): Rothmaler Exkursionsflora von Deutschland. Band 5: Krautige Zier- und Nutzpflanzen. Spektrum Akademischer Verlag, Berlin Heidelberg 2008, ISBN 978-3-8274-0918-8.